# Ervin Hoffmann
Ervin Hoffmann es un deportista húngaro que compitió en piragüismo en la modalidad de aguas tranquilas. Ganó once medallas en el Campeonato Mundial de Piragüismo entre los años 1989 y 1997, y una medalla en el Campeonato Europeo de Piragüismo de 2000.

## Palmarés internacional
| Campeonato Mundial | Campeonato Mundial        | Campeonato Mundial | Campeonato Mundial |
| Año                | Lugar                     | Medalla            | Evento             |
| ------------------ | ------------------------- | ------------------ | ------------------ |
| 1989               | Plovdiv (Bulgaria)        | Medalla de plata   | C4 500 m           |
| 1989               | Plovdiv (Bulgaria)        | Medalla de plata   | C4 1000 m          |
| 1990               | Poznań (Polonia)          | Medalla de plata   | C4 500 m           |
| 1990               | Poznań (Polonia)          | Medalla de plata   | C4 1000 m          |
| 1993               | Copenhague (Dinamarca)    | Medalla de oro     | C4 500 m           |
| 1994               | Ciudad de México (México) | Medalla de plata   | C1 200 m           |
| 1994               | Ciudad de México (México) | Medalla de plata   | C4 200 m           |
| 1994               | Ciudad de México (México) | Medalla de oro     | C4 500 m           |
| 1995               | Duisburgo (Alemania)      | Medalla de oro     | C4 200 m           |
| 1995               | Duisburgo (Alemania)      | Medalla de oro     | C4 500 m           |
| 1997               | Dartmouth (Canadá)        | Medalla de plata   | C4 200 m           |
| Campeonato Europeo |                           |                    |                    |
| Año                | Lugar                     | Medalla            | Evento             |
| 2000               | Poznań (Polonia)          | Medalla de plata   | C4 200 m           |